# Спешиловка
Спешиловка (рос. Спешиловка) — присілок в Ферзиковському районі Калузької області Російської Федерації.
Населення становить 1 особу. Входить до складу муніципального утворення село Сашкино.

## Історія
Від 2004 року входить до складу муніципального утворення село Сашкино

## Населення
| 2002 | 2010 | 2011 |
| ---- | ---- | ---- |
| 2    | ↘1   | →1   |